# Newport (île de Wight)
Pour les articles homonymes, voir Newport.
Newport est une ville d'Angleterre située au centre de l'île de Wight, dont elle est le chef-lieu du comté. Elle se trouve au fond de l'estuaire du Medina.
La population était de 25 724 habitants lors du recensement de 2021.
C'est la ville natale de l'actrice Julia Breck (1941-2020) et du champion olympique d'aviron Louis Attrill (1976-).